# 郭榮鏗
郭榮鏗（英語：Dennis Kwok Wing-hang，1978年4月15日—），人稱鏗哥，香港政治人物、執業大律師，曾任香港公民黨執委（黨務發展）、香港立法會法律界功能界別議員、司法及法律事務委員會副主席，自2016年起擔任立法會內務委員會副主席，直至2020年5月22日，經立法會主席根據議事規則批准後由財委會主席陳健波主持內委會選舉，由馬逢國自動當選新任副主席。2020年11月11日，中共全國人大常委會作出決定，制訂涉及取消立法會議員資格的框架安排，授權特區政府處理有關事宜，並由特區政府宣布郭即時喪失立法會議員資格。
2023年參與在倫敦創立「中國戰略風險研究所」以捍衛人權、法治等原則。
因涉嫌違反《港區國安法》目前被警方國安處發出通緝令通緝中。

## 個人背景

### 學歷
1978年於加拿大愛民頓出生，1981年跟隨家人回流香港，之後在喇沙小學唸書。1991年跟隨哥哥郭榮臻往英國升學，入讀拉格比公學，1999年畢業於倫敦大學國王學院，獲取法學學士，同年返回香港，2000年取得香港大學法律專業證書（PCHJLL）。

### 工作經驗
2000年，於史密夫斐爾律師事務所實習事務律師訓練。2002年成為香港高等法院律師，並繼續於史密夫斐爾律師事務所擔任事務律師工作。2003年獲取英格蘭及威爾斯律師資格。2006年成為大律師，轉往Prince's Chambers工作至今，專門處理民事個案，國際仲裁及司法覆核。

### 家庭狀況
已婚，育有兩子，妻子為事務律師。

## 從政生涯

### 2006年
加入公民黨。12月10日，參與2006年香港選舉委員會界別分組選舉，以846票當選20位法律界界別委員之一。

### 2008年
6月6日，加入民間策發會，收集市民對2012年選舉及政制發展意見。12月6日，成為公民黨執行委員，擔任經濟及公共財政政策支部主席。

### 2011年
1月8日，擔任公民黨憲制及管治政策支部主席。
4月，擔任中國維權律師關注組執行委員。
11月6日，參與香港區議會選舉（海怡東選區），敗於獨立候選人林啟暉，以1161票（得票率：33.79%）落選。
12月11日，參與2011年香港選舉委員會界別分組選舉，以820票當選30位法律界界別委員之一。

### 2012年

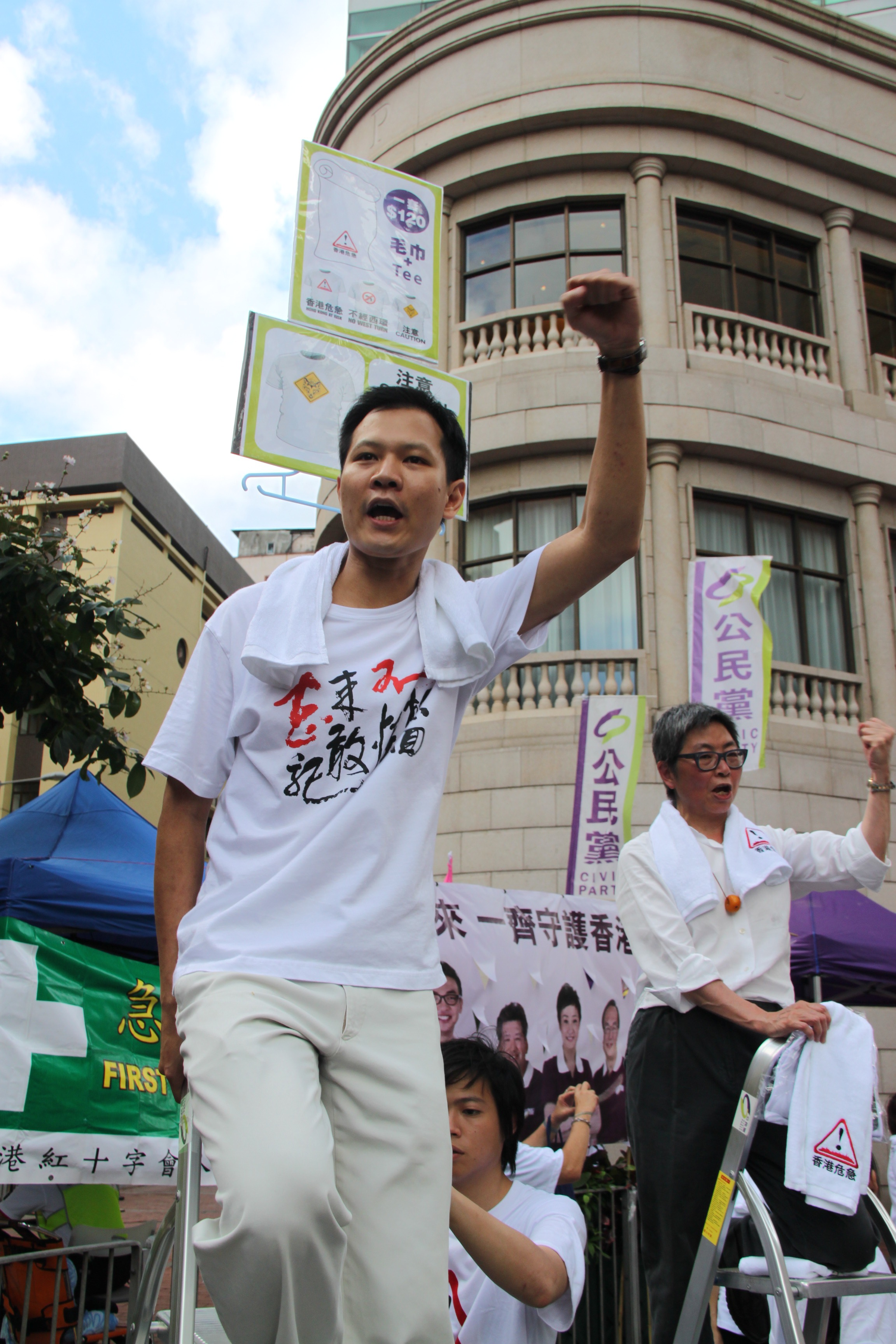
2012年7月1日，郭榮鏗在七一遊行中口號上呐喊

9月9日，參與2012年香港立法會選舉（法律界功能界別），以2528票（得票率：56.20%）擊敗獲建制派支持的前律師會會長王桂壎，當選立法會議員，接替吳靄儀的立法會議席。
10月16日，當選香港立法會司法及法律事務委員會副主席。
12月1日，獲委任為市區重建局非執行董事。

### 2016年
獲委任為香港按揭證券有限公司董事。
9月4日，參與2016年香港立法會選舉 （法律界功能界別），以3405票（得票率：69.48%）擊敗獲建制派支持的文理明，連任立法會議員。
9月25日，宣佈聯同莫乃光、梁繼昌、姚松炎、葉建源及邵家臻組成專業議政，加強各民主派專業界別議員在議會中的合作，捍衛專業自主，但聯盟不會綑綁政治立場，會就不同議題商討。
10月12日，當選香港立法會內務委員會副主席。
10月18日，當選香港立法會司法及法律事務委員會副主席。
11月19日，當選公民黨執委（黨務發展）。

### 2017年
5月8日，參與泛民功能組別議員組成的「專業議政」與候任特首林鄭月娥會面一個半小時，法律界郭榮鏗會後表示，會上反映過去數年行政立法關係撕裂。

### 2019年
2019年5月6日，郭榮鏗當選《逃犯條例》法案委員會副主席。

### 2020年

#### 內會風波
2020年4月9日，香港立法會建制派議員召開記者會發表聯合聲明，指控郭榮鏗多次利用內務委員會副主席身份，阻擾主席的選舉，造成大量法案和附屬法律未能在修訂期限前，經內會決定成立小組委員會跟進，而政府推出的多條與檢疫有關的附屬法例亦未能經內會進一步處理，令立法會失去審議的機會。另外，內會停擺影響到下任香港終審法院首席法官的任命，威脅法治及司法體制的穩定，對香港社會的正常運作帶來嚴重破壞。
之後，國務院港澳事務辦公室罕見發文批評郭榮鏗及部分民主派議員濫用權力拖延主席選舉長達六個月，影響立法會正常運作，導致大量影響經濟民生和社會發展的重要立法活動無法進行。文章希望社會各界能認清此舉可能產生的嚴重後果，強調立法會必須盡快恢復正常運作；香港中聯辦亦發表聲明，強烈譴責部分議員惡意「拉布」、採取「政治攬炒」的行為。文章尊重議員依據香港特別行政區基本法和《議事規則》所享有的權力，但同時也希望他們正確履職、善用權力。
郭榮鏗回應兩辦發言時表示，在「三權分立」的憲制原則下，兩辦無任何權力或資格影響及評論立法會及各委員會的運作，以及立法會議員履行職責的方式，批評兩辦不熟悉對上述法律或規則，發言純屬無理指控和政治謾罵。面對民主派阻礙議會運作、而延誤港府防疫措施進行的指控，他表示政府實施「限聚令」及支援抗疫等措施，均無必要經由內務委員會審議，因此內會不阻礙政府進行任何防疫及抗疫工作，如有遲遲未得到援助，最大原因是港府的措施推行過慢或程序繁複。
事件其後升級至國家層面，4月21日，國務院港澳辦連續發佈三篇文章，點名批評郭榮鏗等人企圖癱瘓立法會，衝擊憲法及其秩序，涉嫌公職人員行為失當。郭榮鏗在當天中午作出回應表示，中央最近的行為是要全面管治香港、徹底打破一國兩制，又指假如一個議員在議會內行使職務，或選擇反對某些本地立法，都違反誓言，違反一國原則的話，立法會再不是《基本法》下所說的立法會，變為香港版人大。他表示如果自己被取消議員資格，也是一生的光榮，絕無遺憾。
另外，事件亦引申至關於基本法第22條的討論，至4月17日，中聯辦發言人稱，港澳辦及中聯辦「不是《基本法》第22條所指的一般意義上的『中央人民政府所屬各部門』」，故「有權就立法會事務行使監督權」云。然而在2007年1月立法會政制事務委員會編號CB(2)898/06-07(02)文件明確表示，中央政府在香港特區設立的機構，包括「中央人民政府駐香港特別行政區聯絡辦公室」（中聯辦）。而包括2018年6月13日立法會記錄在內的多份文件表示，中聯辦受廿二條所約束。有關官方記錄與中聯辦發言人的說法不符。法律學者陳文敏亦反駁，中聯辦無權監督《基本法》的實施，《基本法》第22條的意思是相當清楚的，特區政府在2007年提交立法會的文件中亦有清楚說明，同一句說話在同一條條文內，不可能得出中聯辦是中央部門但又不是中央部門的結論，事件實屬中聯辦自行胡亂註釋法律。
民主黨立法會議員黃碧雲批評兩辦聲明及港府解釋22條方法已令香港出現憲政危機。該黨另一議員林卓廷亦指涉及整個政治制度，不能接受中聯辦做太上皇，控制特區政府運作。

#### 連任無望
2020年7月20日，郭榮鏗以公民黨身分參選2020年香港立法會選舉（法律界功能界別），再度爭取連任。但在遞交提名報名後數日，即同年7月25日，便收到當區選舉主任的信件，問之以對多項議題的立場，包括涉及其曾簽署反對港區國安法的聲明、爭取外國制裁、否決財政預算案等範疇，而有關舉動被指是撤銷楊等人之參選資格的前奏。7月30日，選舉主任裁定郭榮鏗提名無效。

#### 褫奪資格
雖然郭榮鏗得以留任人大議決的第六屆延任立法會，但在2020年11月11日，特區政府根據《全國人民代表大會常務委員會關於香港特別行政區立法會議員資格問題的決定》宣佈楊岳橋、郭榮鏗、郭家麒和梁繼昌4名立法會議員已於2020年7月30日喪失立法會議員資格。郭榮鏗及後宣佈退出政圈，認為議會式政治已經不復存在。

#### 宣布退出政壇
郭榮鏗接受Now新聞台專訪時表示近月的港澳辦譴責，加上之後的國安法實施和被取消參選立法會資格的事件令他感到相當折騰，加上令家人承受巨大壓力，宣布退出政圈，結束8年的政治生涯，日後不再參選。

### 2021年
2021年4月初，媒體傳出郭榮鏗在2020年11月離開香港，先到英國倫敦，再轉抵加拿大，至今仍未返港。到4月8日，當地報章《环球邮报》刊出郭榮鏗的訪問，證實他正尋求加拿大當局協助，取回其公民身分。他在訪問中表示加拿大是自己出生的地，形容國家重視人權、民主、法治，認為這些都是必須珍惜的價值。不過由於擔心會遭中方人員報復，因此不會透露目前的身處地點和如何前往加拿大，同年宣佈退黨。

### 2023年
2023年7月3日，包括郭榮鏗在內等八名流亡海外的香港民主派人士被香港警務處國家安全處各悬赏100万港币通缉。案情指郭榮鏗在海外勾結海外反華政客和組織，請求外國對中國和香港特別行政區進行制裁，倡議採取極端措施破壞香港聯繫匯率制度，以打擊香港金融中心的地位。相關行為涉嫌干犯《港區國安法》第29條勾結外國或者境外勢力危害國家安全罪。
7月10日，律政司司長林定國表示就郭榮鏗的專業失當行為，向香港大律師公會作出正式投訴，認為他有違大律師基本操守。 13日早，網路紅人工作者協會連同多名港人手持「郭榮鏗 賣香港 搣大狀 撤專業」、「撤銷郭榮鏗大狀執業資格」、「盡早紀律審查郭榮鏗  大律師公會硬起來」及「郭榮鏗賣港要找數」等標語，到大律師公會會址集會請願。
7月20日，郭荣铿家人被警方国安處警察帶走。

### 2024年
12月24日，其香港特區護照被撤銷。

## 重回法律工作
2022年5月3日，他在其facebook表示在美國紐約第五大道聯同3個美國律師開設律師行，主打國際貿易及涉中國營商糾紛的法律問題。他表示好感恩可以繼續做法律工作。他亦會繼續於哈佛大學甘迺迪學院擔任高級研究員。

## 著作
- 《當守的道》，2021年，郭榮鏗著，壹壹陸工作室有限公司出版，ISBN 9789887923718。

## 外部連結
- 郭榮鏗-香港立法會議員資料（页面存档备份，存于）
- 郭榮鏗-大律師名冊資料（页面存档备份，存于）
- 郭榮鏗-公民黨官方資料（页面存档备份，存于）
- 郭榮鏗-官方Facebook（页面存档备份，存于）

| 前任： 首任 | 香港立法會《逃犯條例修訂草案 (2019年)》委員會副主席 2019年5月6日—2019年10月23日 | 空缺 |